# Пам'ятки давніх культур України (серія монет)
Пам'ятки давніх культур України — серія ювілейних та пам'ятних монет, започаткована Національним банком України в 2000 році.

## Монети в серії
У серію включені такі монети:
| № | Назва         | Номінал, крб/грн. | Тираж, штук | Маса, гр. | Дата випуску | Аверс | Реверс |
| - | ------------- | ----------------- | ----------- | --------- | ------------ | ----- | ------ |
| 1 | Палеоліт      | 20                | 3 000       | 14,7      | 20.12.00     |       |        |
| 2 | Трипілля      | 20                | 3 000       | 14,7      | 20.12.00     |       |        |
| 3 | Ольвія        | 20                | 3 000       | 14,7      | 26.12.00     |       |        |
| 4 | Скіфія        | 20                | 2 000       | 14,7      | 30.10.01     |       |        |
| 5 | Київська Русь | 20                | 2 000       | 14,7      | 25.12.01     |       |        |